# Bloch MB.200
Le Bloch MB.200 est un avion militaire français de l'entre-deux-guerres. Bombardier moyen bimoteur de nuit, cet appareil robuste mais notoirement trop lent fut qualifié de « cercueil volant » et engagé de jour dans les combats de mai 1940 au prix de lourdes pertes. Il donna lieu à une version à aile basse, le Bloch MB.210. 332 exemplaires furent construits en France et en Tchécoslovaquie.

## Moderniser le bombardement français
À sa création, en avril 1933, l’armée de l’air disposait d’un parc d’avions périmés. C’est dans le domaine du bombardement que le retard était le plus important, les escadrilles étant équipées soit de Lioré et Olivier LeO.20, un biplan de bombardement lourd datant de la fin des années 20, soit de Breguet 19, un monomoteur de reconnaissance et de bombardement léger dont le premier vol remontait à mars 1922.

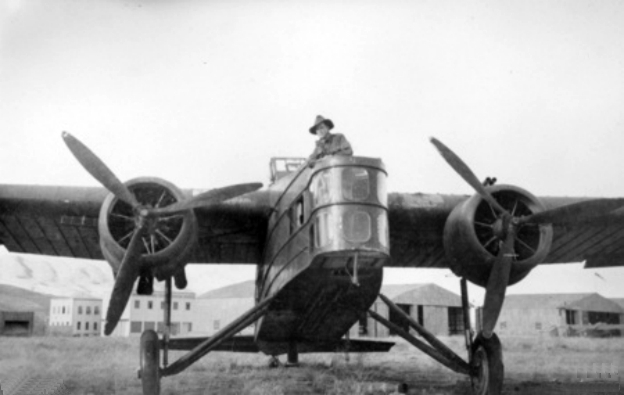
Un MB.200 capturé, à Rayak en 1941.

Conscient du problème, le ministère de l’Air avait lancé dès 1932 un programme de bombardier de nuit de cinq places (BN5). Deux projets furent retenus, le quadrimoteur Farman 221 et un bimoteur quadriplace proposé par la jeune Société des avions Marcel Bloch. Dans la lignée des trimoteurs coloniaux MB.70 et MB.120, le Bloch MB.200 se présentait comme un monoplan entièrement métallique à aile haute reposant sur un train d’atterrissage classique fixe à large voie, équipé de deux moteurs en étoile Gnome & Rhône 14 K. Situé au-dessus du bord d’attaque de l’aile, le poste de pilotage offrait une excellente visibilité. Le fuselage, de section rectangulaire, logeait une soute ventrale et trois postes de tir équipés chacun d'une mitrailleuses Darne de 7,5 mm : une tourelle avant servie par le bombardier, une tourelle dorsale et une gondole ventrale semi-escamotable surnommée ‘la baignoire’.

## Le Bloch MB.200

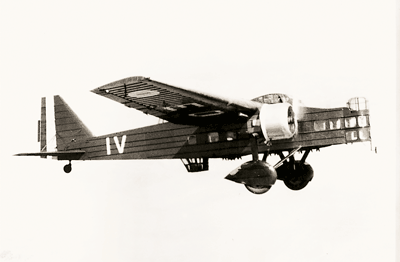
Bloch MB.200

Les études étant rapidement conduites, le prototype MB.200-01 effectua son premier vol dès le 26 juin 1933 à Villacoublay piloté par Zacharie Heu assisté de Jean Lapeyre, avec des moteurs Gnome & Rhône 14 Kdrs de 750 ch. Bien que quadriplace et affichant une vitesse maximale inférieure à celle exigée par le programme, cet avion de construction simple et robuste, donc facile à entretenir, est accepté en décembre 1933 à l’issue des essais officiels. Passée le 1er janvier 1934 dans le cadre du Plan I de modernisation de l’Armée de l’Air, la première commande portait sur 32 appareils à moteurs Gnome & Rhône 14 Kirs / Kjrs de 870 ch. La Société des Avions Marcel Bloch ne disposant pas encore de moyens de production industrielle c’est le Groupe Potez qui fut chargé de construire ces bimoteurs. La tête de série prit l'air le 27 septembre 1934.
Dotés d’un train d’atterrissage fixe générant une forte trainée, les avions de série affichaient des performances décevantes en dépit du changement de moteur. Fragiles, ceux-ci avaient de plus tendance à prendre feu en vol, ce qui entraîna des accidents mortels. Le journal Gringoire qualifia le MB.200 de cercueil volant (Marcel Bloch avait refusé la publicité de cet organe de droite dans son journal...) et l’armée de l’Air suspecta un défaut du système d’alimentation en carburant tandis que Marcel Bloch accusait le motoriste (Gnome & Rhône livrait les moteurs avec hélice alors que Bloch fabriquait des hélices…). Malgré ces problèmes une nouvelle commande de 70 appareils fut notifiée en août 1934 et 108 appareils supplémentaires mis en commande le 18 avril 1935, toujours dans le cadre du Plan I. La production fut répartie entre Breguet (19 appareils), Hanriot (45 appareils), Loire (19 appareils), Potez (111 exemplaires), et la SASO (Absorbée avec la Société des Avions Marcel Bloch par la Société Nationale de Construction Aéronautique du Sud-Ouest). Seuls 4 prototypes ont été construits par Marcel Bloch à Courbevoie.

## Quelques dérivés

### Aero MB.200
À la recherche d’un bombardier plus moderne que les appareils de construction mixte produits par son industrie nationale, le ministère tchécoslovaque de la défense passa début 1935 avec la firme Potez un accord aux termes duquel l’avionneur français fournissait pour 300 000 francs une liasse complète et un droit de licence sur le MB.200 et, en cas de commande, recevrait 12 % du prix de chaque appareil acheté jusqu’à concurrence de 128 appareils.
Un MB.200 fut importé de France simultanément et longuement testé à l’institut technique (VTLU) de Prague-Letnany avant que l’armée ne passe commande de 74 exemplaires à produire par les firmes Aero Vodochody et Avia au prix unitaire de 1 340 317 Kc. En fait Avia ne devait produire que 12 bimoteurs (no 37 à 48), Aero achevant l’essentiel de la commande. La production avait déjà été lancée lorsque la Société des avions Marcel Bloch fit parvenir en mai 1936 en Tchécoslovaquie un jeu de 85 liasses comportant 183 modifications, compliquant le début de la production. Les premiers appareils sortirent finalement d’usine en avril 1937.
Les appareils produits en Tchécoslovaquie se distinguaient par un certain nombre de détails : Des réservoirs agrandis étaient prévus sur certains appareils (faisant passer le prix à 1 402 317 Kc), les moteurs étaient des Walter K-14-I de 760 ch entrainant des hélices Letov Hd-43. La soute à bombes était modifiée, sa capacité étant de 1 400 kg, et l’armement défensif comprenait cinq mitrailleuses VZ-30 de 7,92 mm. Un pilote automatique fut ajouté à l’instrumentation et un exemplaire (no 52) modifié en appareil de reconnaissance photographique pour les besoins de l’Institut géographique militaire.

### Bloch MB.201
En 1935, un avenant aux commandes en cours de l’Armée de l’Air porta sur la fourniture de 30 MB.200 dépourvus d’armement défensif et de soute ventrale, le fuselage étant réaménagé pour le transport de 10 passagers. Ces appareils (no 31 à 39, 54 à 58, 67 à 70, 72 à 78 et 131 à 135), qui furent en fait dispersés dans les groupes de bombardement équipés de MB.200, recevaient des moteurs en ligne Hispano-Suiza. Ils furent utilisés pour des missions diverses : liaisons ou transport de passagers, transport postal, formation des équipages…

### Bloch MB.202
Prototype équipé de quatre moteurs Gnome & Rhône 7Kdrs de 350 ch. Premier vol le 2 août 1934.

### Bloch MB.203
Prototype équipé de deux moteurs Diesel Clerget.

## Utilisateurs

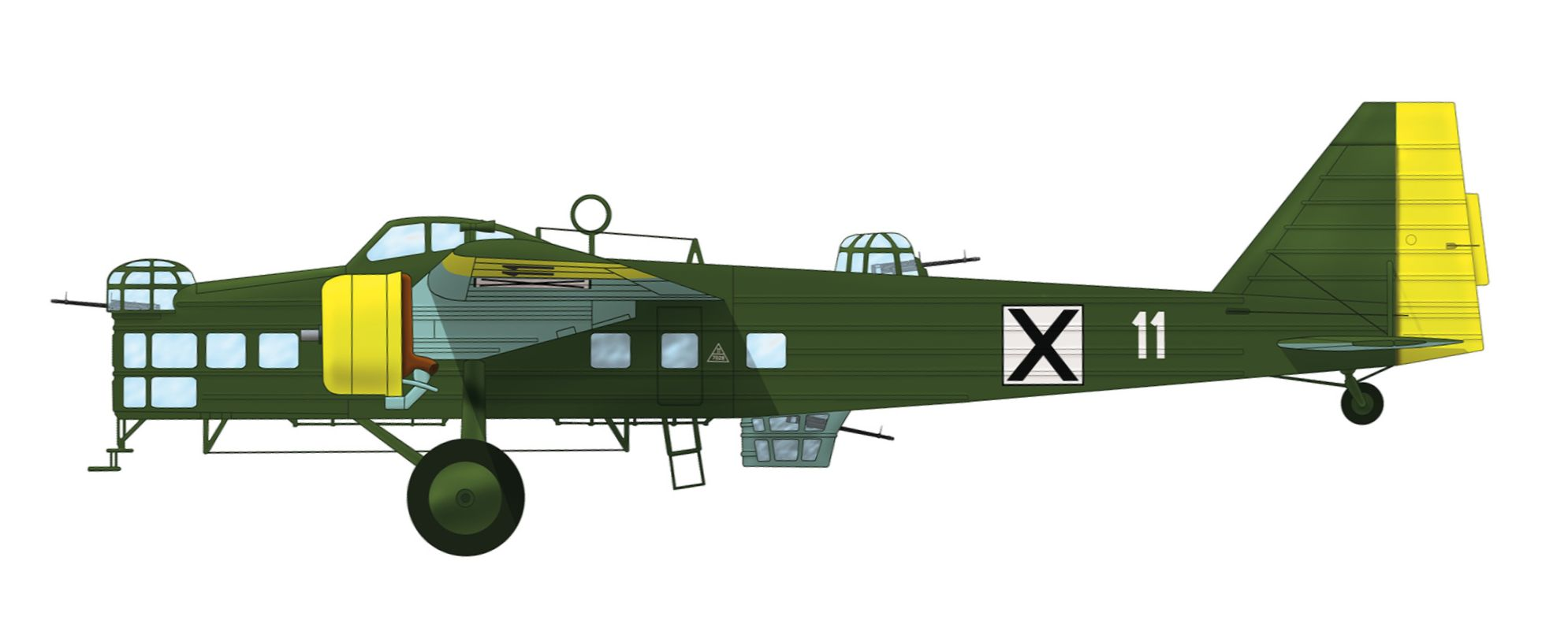
Aero MB.200, Bulgarie, 1941

- Aero MB.200, Bulgarie, 1941

### Bulgarie
12 Avia MB.200 saisis en Tchécoslovaquie furent cédés par la Luftwaffe à la Bulgarie et utilisés comme bombardiers pour lutter contre les partisans yougoslaves.

### Croatie
Huit Avia MB.200 livrés par l’Allemagne et rapidement remplacés par des Junkers Ju 87.

### France
210 MB.200/201 furent livrés à l’Armée de l’Air. Les premiers exemplaires furent livrés fin 1934 à une escadrille du GB II/22. 32 appareils avaient été livrés au 1er mai 1935, permettant le rééquipement des GB I/12, II/12 et de compléter la dotation du GB II/22. On comptait 12 groupes de bombardement équipés sur ce matériel fin 1935 et 10 le 26 décembre 1936. Dès 1937 le remplacement des MB.200 par les MB.210 débutait mais on comptait encore 92 MB.200 en première ligne à la Mobilisation française de 1939, répartis au sein de 7 groupes. Totalement dépassé, le bimoteur ne fut pas engagé directement en opérations durant la Bataille de France, mais réalisa quelques missions de reconnaissance qui se soldèrent par des pertes : Le 9 septembre 1939 trois appareils de la 31e Escadre envoyés en reconnaissance sur l’Allemagne furent attaqués par trois Bf 109D. Le no 132 (GB I/31) se posa dans les lignes allemandes (équipage capturé), le no 163 (GB II/31) s’écrasa en flammes et le no 33, qui parvint à rejoindre le terrain de Manheuilles, se brisa à l’atterrissage. Le 7 novembre 1939 le GB I/31 perdit encore le no 162, abattu par la DCA au cours d’une reconnaissance de nuit sur Coblence.
Les groupes ayant utilisé le MB.200 sont les suivants :
- - GB I/11 : créé à Metz le 1er juillet 1935 avec les escadrilles no 2 et 3 du 1er Groupe de la 11e Escadre de Bombardement (BR 44 et F 465) qui abandonnèrent leurs LeO.20 pour des MB.200. Transféré à Toulouse le 1er janvier 1937, il devint GB II/11 avant d’être transformé sur MB.210 en octobre 1938.
  - GB II/11 : créé à Metz le 1er juillet 1935 avec les escadrilles no 5 et 6 du 2er Groupe de la 11e Escadre de Bombardement (BR 29 et BR 123) qui abandonnèrent leurs LeO.20 pour des MB.200. Rejoignit Toulouse le 22 octobre 1936 pour constituer le GB III/23. Rebaptisé GB I/11 le 1er janvier 1937, il fut transformé sur MB.210 en octobre 1938.
  - GB I/12 : c’est en octobre 1935 que le GB I/12 (BR 107 et B 126) abandonna à Reims ses LeO.20 pour les MB.200, remplacés courant 1937 par des MB.210.
  - GB II/12 : en octobre 1935 le GB II/12 (BR 205 et BR 134) abandonna à Reims ses LeO.20 pour les MB.200, remplacés courant 1937 par des MB.210.
  - GB I/21 : le 1er avril 1937, le GB I/21 (F25 et VB 114) abandonna Nancy et ses LeO.20 pour Bordeaux-Mérignac et une dotation mixte de MB.200 et MB.210. Le 15 avril 1940, le groupe passa à Avignon-Châteaublanc pour transformation sur Amiot 354.
  - GB II/21 : ce groupe (F 110 et F 118) qui a suivi le GB I/21 à Mérignac en avril 1937 avec ses LeO.206, reçut ses premiers MB.200 quelques semaines plus tard et passa sur MB.210 moins d’un an après. Il disposait toujours d’une dotation mixte MB.200/MB.210 en avril 1940 à Avignon-Châteaublanc quand arrivèrent les premiers Amiot 354.
  - GB II/22 : les premiers MB.200 furent mis en service par l’escadrille VB 101 stationnée à Chartres fin 1934. La BR 113 suivit un peu plus tard mais le 24 avril 1935 le groupe fut transformé en GB I/15 à Avord sur MB.210.
  - GB I/23 : créé à Toulouse le 1er juillet 1935 sur MB.200, le GB I/101 (escadrilles BR 127 et BR 128) devient GB I/23 le 22 octobre 1936. Après avoir participé à la Croisière Impériale en Indochine de novembre 1937 à janvier 1938, il rentra en France pour être transformé sur MB.210.
  - GB II/23 : créé à Toulouse le 1er juillet 1935 sur MB.200, le GB II/101 (escadrilles BR 66 et BR 129) devint GB II/23 le 22 octobre 1936. Après avoir participé à la Croisière Impériale en Indochine de novembre 1937 à janvier 1938, il rentra en France pour être transformé sur MB.210.
  - GB I/25 : formé le 1er janvier 1936 avec l’escadrille aéronavale 4B3 et une escadrille de tradition nouvelle, le GB I/25 de Bizerte-Sidi Ahmed fut équipé de Bloch 200 en 1938. Passé à Tunis-El Aouina en juillet 1940, le I/25 fit mouvement sur la Syrie en juin 1941 après avoir reçu des LeO 451.
  - GB I/31 : constitué à Tours le 1er avril 1937 à partir d’un groupe d’observation (Escadrilles SAL 277 et SAL 10), ce groupe abandonna rapidement ses Breguet XIX et Mureaux 117 pour des MB.200. Il fut rééquipé de LeO 45 en mai 1939.
  - GB II/31 : constitué à Tours le 1er avril 1937 à partir d’un groupe d’observation (BR 226 et SAL 56), ce groupe abandonna rapidement ses Breguet XIX et Mureaux 117 pour des MB.200, remplacés dès 1938 par des MB.210.
  - GB I/32 : le Groupe d’Observation I/32 (BR 35 et BR 7) reçut ses premiers MB.200 à Dijon en 1937 avant de devenir le 1er janvier 1938 le GB I/32 à Châteauroux. Il fut rééquipé en décembre 1939 sur MB.210.
  - GB II/32 : comme le GB I/32 le GO II/32 (BR 201 et BR 219) fut transformé en GB II/32 à Dijon le 1er janvier 1938 avant de passer sur MB.210 en décembre 1939.
  - GB I/39 : le Groupe d’Observation GO I/39 de Rayak (Liban) fut transformé en GB I/39 le 1er janvier 1938, quelques MB.200 venant remplacer les Potez 25TOE de la 1re escadrille (BR 117). En mai 1940 arrivèrent des Glenn Martin 167F, les MB.200 étant alors versés à l’escadrille 3/39. Le groupe fut dissous le 1er août 1941.
  - GB II/61 : début 1938 le GB II/61 d’Oran-La Senia (BR45 et BR 548) remplaça ses LeO.20 par des MB.200. Passé à Biskra en septembre 1939 puis à Casablanca en mars 1940, il était de retour à Biskra en avril avant d'être transformé sur Douglas DB-7 en mai.

On constate donc qu’en mai 1940 les bimoteurs Bloch n’étaient plus utilisés que par les écoles et outre-mer. Le GB I/25 effectua jusqu’au printemps 1940 des missions de surveillance maritime le long des côtes tunisiennes, mais en Syrie le GB I/39 disposait encore de 6 quadriplaces début 1941. Transférés à l’escadrille de bombardement EB 3/39 et repliés sur Madjaloun fin mai 1941, 4 de ces appareils furent engagés dans un raid de bombardement visant l’escadre anglaise au large de Sidon le 9 juin. Pris à partie par les Hurricanes du No 80 Sqdn, un Bloch s’écrasa en mer (3 tués), un second se posa durement (équipage sauf). Le 13 juin les derniers Bloch furent regroupés avec quelques Potez 25TOE en Groupement Marin, une unité de bombardement de nuit qui harcela les arrières britanniques pendant l’attaque de Palmyre. Trois appareils étaient toujours en activité le 20 juin 1941.

### Roumanie
25 Avia MB.200 furent cédés par la Luftwaffe. Ils servirent en particulier à bombarder les troupes soviétiques en Ukraine en juillet 1942.

### Tchécoslovaquie
Les MB.200 tchécoslovaques furent répartis entre les escadrons de bombardement lourd no 81, 82, 83 et 84 du 5e Régiment Aérien de Brno, et no 85 et 86 du 6e Régiment Aérien de Prague. Au moment de la Crise de Munich, on comptait 54 Bloch en service. Un certain nombre d’appareils étaient encore sur chaine. Tous furent bien entendu récupérés par la Luftwaffe et cédés aux alliés de l'Allemagne.